# 法尔巴赫
法尔巴赫是奥地利下奥地利州米斯特尔巴赫县的一个市镇。总面积30.42平方公里，总人口831人，人口密度27.3人/平方公里（2005年）。